# Sidney Clive
Sir George Sidney Clive (16 luglio 1874 – Ross-on-Wye, 7 ottobre 1959) è stato un generale inglese.

## Biografia
Era il figlio del generale Edward Clive, e di sua moglie, Isabel Webb. Studiò presso la Harrow School e la Royal Military Academy Sandhurst.

## Carriera
Clive è stato commissionato nei Grenadier Guards nel 1893, e promosso a tenente, il 26 ottobre 1897. Ha preso parte alla spedizione militare in Sudan nel 1898, ed è stato promosso a capitano il 28 gennaio 1900. Ha combattuto nella Seconda guerra boera (1899-1902). Nel 1905 è diventato un generale dello Staff Officer presso il Ministero della Guerra.
Ha servito nella prima guerra mondiale come capo della missione britannica presso la sede dell'esercito francese (1915-1918). Dopo la guerra, nel 1919, Clive è stato nominato governatore militare di Colonia ed è stato Comandante della 1st Infantry Brigade a Aldershot (1919-1920). È stato nominato rappresentante militare britannico alla Commissione armamenti della Società delle Nazioni a Ginevra, nel 1921, ed è diventato addetto militare a Parigi nel 1924 e divenne un generale maggiore nello stesso anno. Nel 1930 è stato nominato segretario militare.
Clive si ritirò dall'esercito nel 1934, con il grado di tenente generale, ed è stato maresciallo del Corpo Diplomatico (1934-1946) e, come sceriffo di Herefordshire nel 1939.

## Matrimonio
Sposò, il 26 marzo 1901, Madeline Buxton (?-24 aprile 1957), figlia di Francis Buxton. Ebbero cinque figli:
- Archer Francis Lawrence Clive (24 giugno 1903-1995);
- Robert Patrick Clive (11 settembre 1904-1908);
- Catherine Clive (29 marzo 1907-?), sposò Christopher Steel, ebbero un figlio;
- Edward Buxton Clive (20 luglio 1909-?), sposò Rita Kathleen Robertson, ebbero due figli;
- Mary Sidney Clive (21 ottobre 1910-?), sposò Robert Abel Smith, ebbero due figli.

## Morte
Morì il 7 ottobre 1959, in un disastroso incendio nella casa di famiglia, Perrystone Court, nei pressi di Ross-on-Wye.